# レバウジオシドA
レバウジオシドAまたはレバウディオサイドA（英: Rebaudioside A、略称 Reb A）は、ステビオール配糖体の1つで、砂糖の240倍の甘味度を示す。ステビア (Stevia rebaudiana) の葉に含有される。ステビアの葉には複数の甘味物質が含まれるが、レバウジオシドAの含有率は3.8%とステビオシドの9.1%の次に多く含まれる。1970年ごろステビア乾燥葉の抽出物から発見されたのち、1973年に構造決定されレバゥディオシドAと命名された。
ステビオール配糖体の中でもレバウジオシドAは甘味が最も強くかつ最も安定であり、ステビオシドよりも後味に苦味が少ない。砂糖、異性化糖などを代替する天然由来の低カロリー甘味料として使用でき、ソルビトール、マルチトールなどの糖アルコール甘味料、還元麦芽水飴などに添加することで甘味強化剤としても利用できる。ステビアに含まれる甘味物質の中でも有用とみなされ、レバウジオシドAを主成分とする新しい品種である和甜菊が開発された。
レバウジオシドAは、単糖部分構造としてグルコースのみを含む（他の一般的に見られる単糖を含まない）。合計で4つのグルコース分子を含み、3量体の中央のグルコースがステビオール骨格のヒドロキシル基と結合し、残り1分子のグルコースはステビオール骨格のカルボキシル基とエステル結合する。